# Jafars återkomst
Jafars återkomst (engelska: The Return of Jafar) är en animerad långfilm som släpptes direkt till video i USA den 20 maj 1994, producerad av Walt Disney Pictures, fortsättning på Aladdin (1992). Fick ytterligare en uppföljare i och med Aladdin och rövarnas konung (1996), samt en TV-serie, Aladdin (1994-1995).

## Handling
Jafars papegoja Jago lyckas ta sig ur Jafars magiska lampa, sedan Aladdin besegrat Jafar i förra filmen. Jago bestämmer sig för att försöka ta sig in i palatset, med hjälp av Aladdin. Men Aladdin tror inte på Jago, när Jago lurar honom. De springer då på rövaren Abis Mal och hans gäng. Jago räddar dock Aladdin, som bestämmer sig för att gömma Jago i palatset sedan han blivit sultanens visir. Men Abis Mal hittar Jafars lampa och tillsammans ska de nu ta över Agrabah.

## Rollista
| Figur                     | Engelska röster   | Svenska röster            |
| ------------------------- | ----------------- | ------------------------- |
| Aladdin                   | Scott Weinger     | Peter Jöback              |
| Aladdin (sång)            | Brad Kane         | Peter Jöback              |
| Anden                     | Dan Castellaneta  | Dan Ekborg                |
| Prinsessan Jasmine        | Linda Larkin      | Myrra Malmberg            |
| Prinsessan Jasmine (sång) | Liz Callaway      | Myrra Malmberg            |
| Jafar                     | Jonathan Freeman  | Bo Maniette               |
| Abu och Rajah             | Frank Welker      | Frank Welker              |
| Jago                      | Gilbert Gottfried | Anders Öjebo              |
| Sultanen                  | Val Bettin        | Nils Eklund               |
| Abis Mal                  | Jason Alexander   | Roger Storm               |
| Razoul                    | Jim Cummings      | Hasse Andersson           |
| Fazal                     |                   | Thomas Banestål           |
| Tjuvar                    |                   | Anders Öjebo, Bertil Engh |
| Fattig mamma              |                   | Monica Forsberg           |
| Melonförsäljaren Omar     |                   | Anders Öjebo              |
| Äggförsäljaren            |                   | Anders Öjebo              |

## Sånger
- Arabiska natt (Arabian Nights) - Sjungs av manlig sångare (Anders Öjebo/Jago rösten)
- Nu sköter jag mig själv (I'm looking out for me) - Sjungs av Jago
- Det finns inget bättre än att ha en vän (Nothing in the world quite like a friend) - Sjungs av Anden, Aladdin och Jasmine
- Bara glöm kärleken (Forget about love) - Sjungs av Jago, Jasmine och Aladdin
- Du är nummer två (You're only second rate) - Sjungs av Jafar

### Fotnoter
1. ↑  ”Jafars återkomst”. Disneyania. 19 mars 1994. http://www.d-zine.se/filmer/jafarsaaterkomst.htm. Läst 20 augusti 2016.